# Teofil Fiszer
Teofil Fiszer (ur. 1852, zm. 1925) − burmistrz Będzina i działacz społeczny.
Początkowo pracował w urzędzie miejskim w Częstochowie, w 1899 roku współtworzył Towarzystwo  Kredytowe  miasta Częstochowy, a rok później był pomysłodawcą utworzenia Towarzystwa Dobroczynności dla Chrześcijan. Od 1900 do 1905 roku był burmistrzem Będzina, a następnie do 1909 roku prezesem Towarzystwa Śpiewaczego "Lutnia" w Częstochowie. W czasie Wystawy Przemysłu i Rolnictwa w Częstochowie w 1909 roku pełnił funkcję szefa komisji gospodarczej
Pochowany na Cmentarzu Kule w Częstochowie.